# Ванене, Джеймс
Джеймс Кимани Ванене (англ. James Kimani Wanene; род. 14 августа 1961, Найроби) — кенийский боксёр, представитель наилегчайших весовых категорий. Выступал за национальную сборную Кении по боксу в начале 1990-х годов, участник летних Олимпийских игр в Барселоне. В 1993—2008 годах боксировал на профессиональном уровне, владел титулом интерконтинентального чемпиона по версии WBA.

## Биография
Джеймс Ванене родился 14 августа 1961 года в Найроби, Кения.

### Любительская карьера
Впервые заявил о себе в боксе на взрослом международном уровне в сезоне 1990 года, когда вошёл в основной состав кенийской национальной сборной и выступил на Кубке мира в Бомбее, где дошёл до четвертьфинала первой наилегчайшей весовой категории — был остановлен американцем Эриком Гриффином.
Благодаря череде удачных выступлений удостоился права защищать честь страны на летних Олимпийских играх 1992 года в Барселоне. Уже в стартовом поединке категории до 48 кг со счётом 1:16 потерпел поражение от филиппинца Роэля Веласко и сразу же выбыл из борьбы за медали.

### Профессиональная карьера
Вскоре по окончании барселонской Олимпиады Ванене покинул расположение кенийской сборной и в октябре 1993 года успешно дебютировал на профессиональном уровне. В течение трёх лет одержал восемь побед, но затем отправился в Великобританию боксировать за титул чемпиона Содружества в наилегчайшем весе и потерпел поражение техническим нокаутом от непобеждённого англичанина Питера Калшо (10-0-1).
В октябре 1999 года завоевал вакантный титул интерконтинентального чемпиона во втором наилегчайшем весе по версии Всемирной боксёрской ассоциации (WBA), выиграв по очкам у южноафриканца Тревора Росса (11-4-2). Тем не менее, оставался чемпионом не долго — уже при первой же защите в апреле 2000 года лишился чемпионского пояса, проиграв нокаутом представителю Танзании Мбване Матумле (7-0).
В августе 2004 года в Таиланде оспаривал титул чемпиона Азиатско-Тихоокеанского региона во втором наилегчайшем весе по версии Всемирной боксёрской организации (WBO), однако потерпел поражение от местного тайского боксёра Прамуансака Пхосувана (21-0).
В апреле 2005 года во дворце спорта «Крылья Советов» в Москве вышел на ринг против россиянина Дмитрия Кириллова (26-2) и проиграл ему техническим нокаутом в пятом раунде.
Завершил спортивную карьеру в 2008 году. В общей сложности провёл на профи ринге 19 боёв, из них 13 выиграл (в том числе 2 досрочно) и 6 проиграл.